# بيلي روبرتس
بيلي روبرتس (بالإنجليزية: Billy Roberts)‏ (1 يناير 1880 بليفربول في المملكة المتحدة - ) هو لاعب كرة قدم بريطاني (وحمل سابقاً جنسية المملكة المتحدة لبريطانيا العظمى وأيرلندا) في مركز الهجوم. لعب مع برايتون أند هوف ألبيون وبريستون نورث إيند وتوتنهام هوتسبير وستوكبورت كونتي وكوينز بارك رينجرز وGrays United F.C. ‏.